# Cangshuipu (köpinghuvudort i Kina, Hunan Sheng, lat 28,44, long 112,44)
Cangshuipu (kinesiska: 沧水铺, 沧水铺镇) är en köpinghuvudort i Kina. Den ligger i provinsen Hunan, i den södra delen av landet, omkring 59 kilometer nordväst om provinshuvudstaden Changsha. Antalet invånare är 49 027. Befolkningen består av 24 195 kvinnor och 24 832 män. Barn under 15 år utgör 14,0 %, vuxna 15-64 år 74 %, och äldre över 65 år 10,0 %.
Runt Cangshuipu är det tätbefolkat, med 411 invånare per kvadratkilometer. Närmaste större samhälle är Heshan, 17,9 km nordväst om Cangshuipu. I omgivningarna runt Cangshuipu växer i huvudsak blandskog.
Genomsnittlig årsnederbörd är 1 732 millimeter. Den regnigaste månaden är maj, med i genomsnitt 322 mm nederbörd, och den torraste är december, med 52 mm nederbörd.